# کسب‌وکار ایتالیایی
کسب و کار ایتالیایی (انگلیسی: The Italian Job) فیلمی در ژانر جنایی و سرقت به کارگردانی پیتر کالینسن است که در سال ۱۹۶۹ منتشر شد.
در سال ۲۰۰۴، توتال فیلم، این فیلم را در رتبه ۲۷ بزرگ‌ترین فیلم‌های بریتانیایی تاریخ، قرار داد. اهمیت و محبوبیت این فیلم باعث شده تا آثار دیگری با مضمون یا تقلید از این فیلم ساخته شوند. از جمله این آثار می‌توان به کسب و کار ایتالیایی (۲۰۰۳) اشاره کرد.

## بازیگران
- مایکل کین
- نوئل کاوارد
- بنی هیل
- رف ولونه
- روسانو براتزی
- رناتو رومانو
- رابرت پاول
- جان له ماژرر
- جان کلیو
- جرج اینس
- جان فورجام
- رابرت ریه‌تی
- تیموتی بیتسون
- دیوید کلی
- هنری مک‌گی
- لیلیا گلدونی
- ولری لیون